# Rosa sikangensis
Rosa sikangensis — вид рослин з родини трояндових (Rosaceae); ендемік Китаю.

## Опис
Це невеликий кущ 1–1.5 метри заввишки. Гілочки циліндричні, майже голі; колючки попарно під листям, або рідкісні та змішані зі щільною тонкою щетиною; щетина залозиста верхівково в молодому віці. Листки включно з ніжками 3–5 см; прилистки широкі, в основному прилягають до ніжки, вільні частини яйцюваті або гачкові, запушені або голі, край залозистий; остови й ніжки запушені і залозисто-запушені; листочків 7–9(13), довгасті або обернено-яйцюваті, 6–10 × 4–8 мм, знизу запушені і залозисті, зверху оголені або запушені, основа округла або широко клиноподібна, край щільно подвійно пилчастий, верхівка округло-тупа або усічена. Квітка поодинока, пазушна, ≈ 2.5 см у діаметрі. Чашолистків 4, яйцювато-ланцетні. Пелюсток 4, білі, зворотно-яйцюваті, основа широко клиноподібна, верхівка виїмчаста. Цинародії червоні, майже кулясті, ≈ 1 см у діаметрі.

## Поширення
Поширений у Тибеті й Китаї: Сичуань, Юньнань. Населяє чагарники, береги річок, узбіччя доріг; зростає на висотах 2900–4200 метрів.